# Nová Ves (district de Strakonice)
Pour les articles homonymes, voir Nová Ves.
Nová Ves (en allemand : Neudorf) est une commune du district de Strakonice, dans la région de Bohême-du-Sud, en Tchéquie. Sa population s'élevait à 93 habitants en 2020.

## Géographie
Nová Ves se trouve à 16 km au sud-ouest de Strakonice, à 60 km à l'ouest-nord-ouest de České Budějovice et à 112 km au sud-sud-ouest de Prague.
La commune est limitée par Soběšice au nord-ouest, par Strašice au nord, par Hoslovice à l'est, par Drážov au sud et par Strašín à l'ouest.

## Histoire
La première mention écrite du village date de 1549.

## Patrimoine

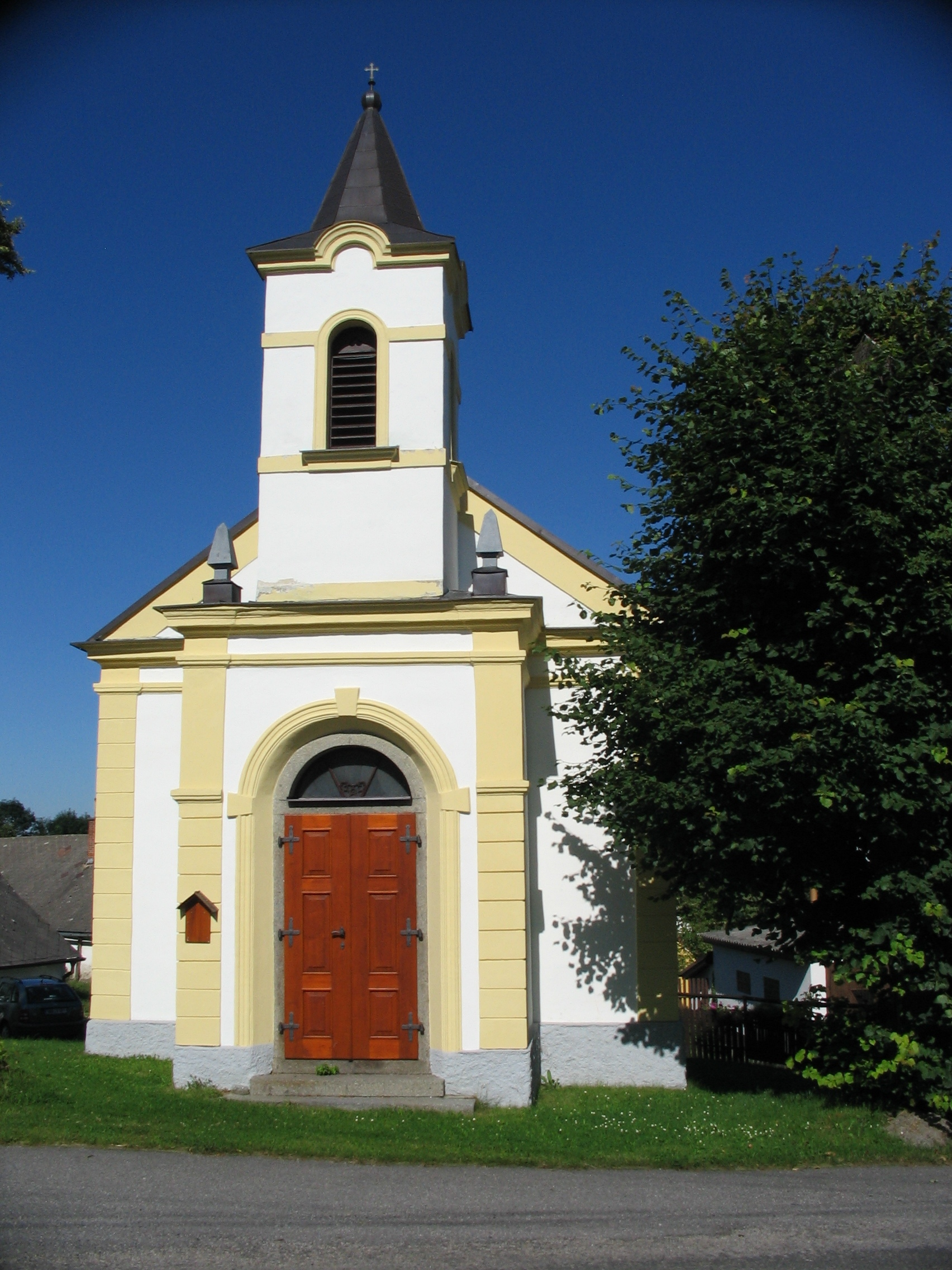
Chapelle à Nová Ves.
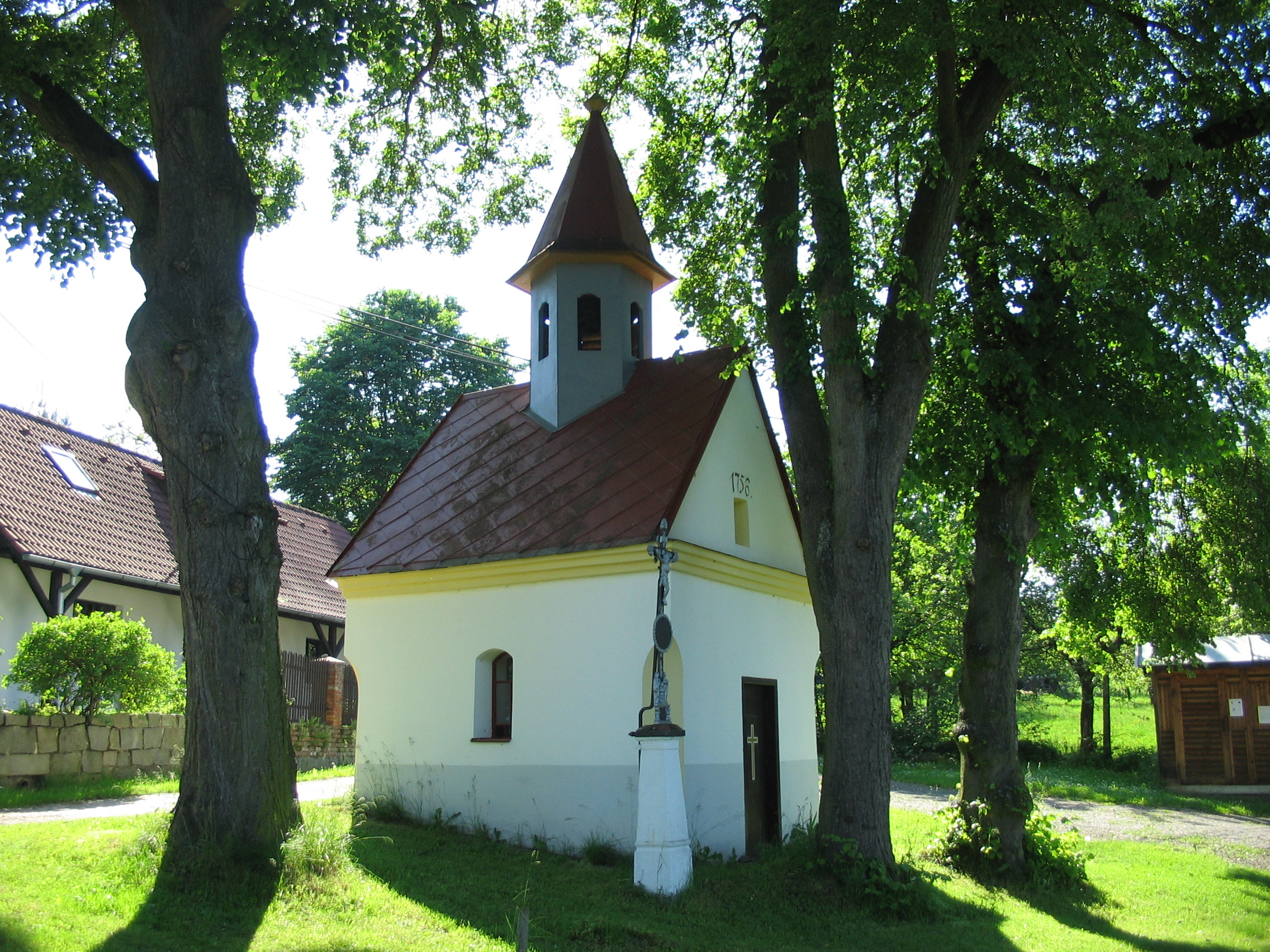
Chapelle à Víska.

## Administration
La commune se compose de trois quartiers :
- Lhota pod Kůstrým
- Nová Ves
- Víska